# EFEDSJ0828−0139

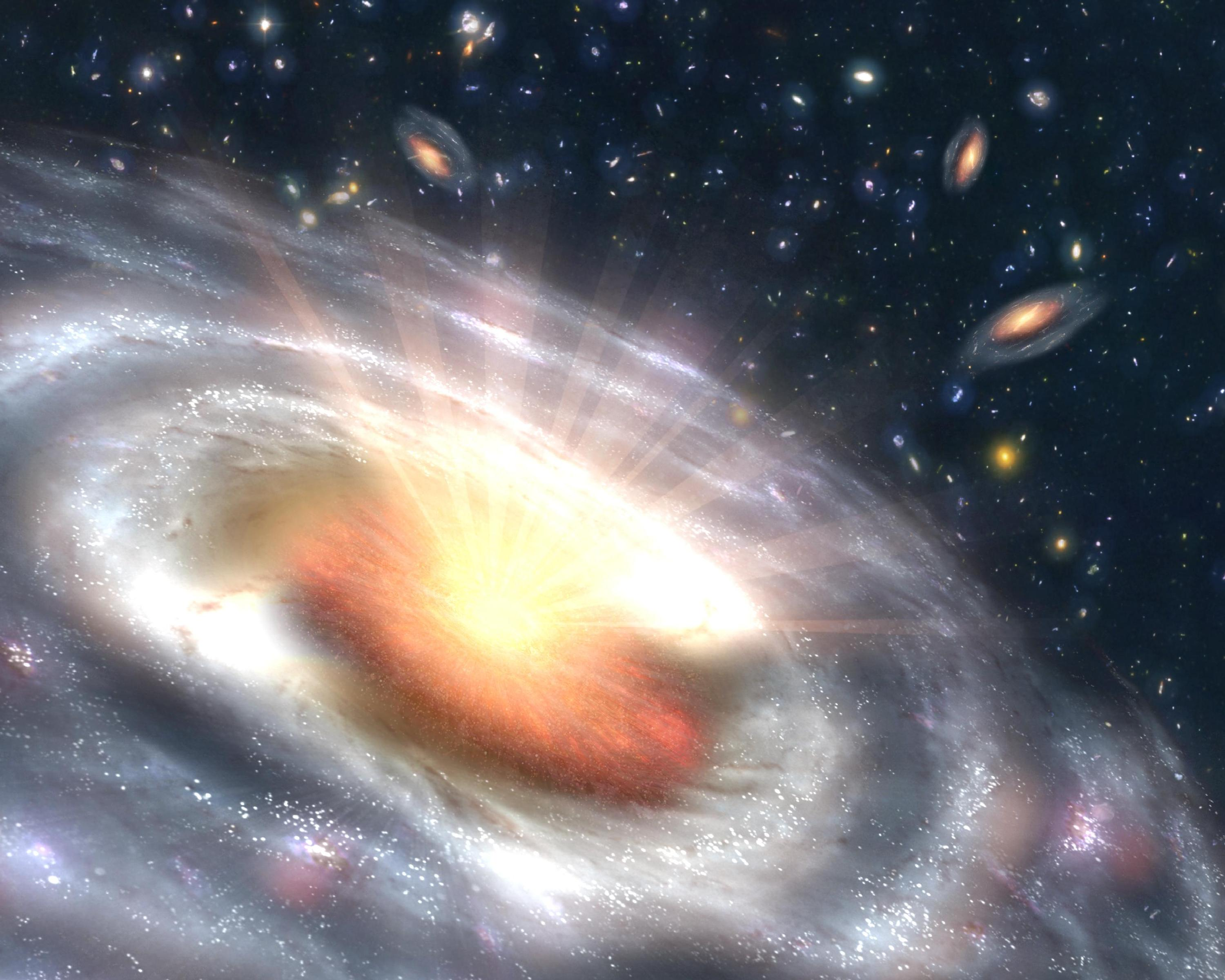
Художнє зображення квазара

eFEDSJ0828-0139 — гіперсвітний квазар відкритий міжнародною командою астрономів, який має високу швидкість зореутворення, а його чорна діра накопичує масу з супер-Еддінгтоновою швидкістю.

## Історія відкриття
Група астрономів під керівництвом Йошікі Тоба з Національної астрономічної обсерваторії Японії (NAOJ) виявила новий квазар з болометричною світністю понад 290 кватердецільйонів (1045) ерг/с. Вперше квазар був ідентифікований інструментом eROSITA на борту космічного апарата Spektr-RG, а його природа була підтверджена командою Тоба за допомогою телескопа Seimei і телескопа Джеймса Клерка Максвелла (JCMT).

## Характеристика
Згідно з роботою, новознайдений гіперсвітний квазар eFEDSJ0828-0139 має спектроскопічне червоне зміщення 1,62. Маса надмасивної чорної діри у цьому квазарі становить приблизно 620 мільйонів мас Сонця.
Дослідження показало, що eFEDSJ0828-0139 має дуже високу інфрачервону світність — на рівні 68 трильйонів сонячних світностей, а його коефіцієнт Еддінгтона становить 3.6. Це підтверджує, що eFEDSJ0828-0139 є гіперсвітним квазаром з дуже високою швидкістю акреції маси чорної діри. Повна (болометрична) світністю eFEDSJ0828-0139 складає понад 290 кватердецільйонів (1045) ерг/с.
Результати показують, що eFEDSJ0828-0139 також має надзвичайно високу швидкість зореутворення. Астрономи підрахували, що швидкість зореутворення цього квазара становить щонайменше 1,000 мас Сонця на рік.
Підсумовуючи результати, автори статті зазначили, що eFEDSJ0828-0139, ймовірно, перебуває в певній фазі, коли надмасивна чорна діра і його галактика-господар активно зростають в рамках коеволюції галактика-надмасивна чорна діра.